# 4371 Fyodorov
4371 Fyodorov eller 1983 GC2 är en asteroid i huvudbältet som upptäcktes den 10 april 1983 av den ryska astronomen Ljudmila Tjernych vid Krims astrofysiska observatorium på Krim. Den är uppkallad efter den sovjetisk-ryske ögonläkaren och politikern Svjatoslav Fjodorov.
Asteroiden har en diameter på ungefär fem kilometer.